# Walter Frentz
Walter Frentz (Heilbronn, 21 août 1907 - Überlingen, 6 juillet 2004) est un cadreur, producteur de films et photographe du Troisième Reich. Il travaille comme cadreur de Leni Riefenstahl de 1939 à 1945. Il est connu pour ses photos et films des leaders du parti nazi, dont Adolf Hitler.

## Biographie
Fasciné par Hitler, il est membre de la SS à partir de 1933. Il rencontre l'architecte Albert Speer, en 1929, et fait son premier film sur le kayak, en 1931. Speer l'introduit à Leni Riefenstahl, dont il devint le cadreur, participant à ses documentaires dès 1934, en particulier ceux sur les Jeux olympiques de Berlin.
Pendant la guerre il fait des reportages sur Hitler en Union soviétique, sur le mur de l'Atlantique ou la fusée V 2.
À partir de janvier 1945, il photographie en couleurs des villes allemandes en ruines à la suite des bombardements anglo-américains. Arrêté par les Américains, il est libéré 6 mois plus tard. Il poursuivra par la suite son travail de photographe et de cinéaste, réalisant plusieurs films de sports ou des reportages. Il est ainsi le cinéaste officiel des Jeux olympiques d'Helsinki en 1952, et reçoit en 1970 une mission du Conseil de l'Europe concernant le patrimoine architectural. Il maintiendra des contacts avec des survivants du Reich jusqu'à sa mort.
On lui doit les photos parmi les plus célèbres des dirigeants nazis dont celles de Hitler devant la tour Eiffel lors de sa visite de Paris le 23 juin 1940 ou des scènes au Berghof. Utilisant des cadrages originaux pour l'époque ou des innovations techniques comme l'emploi de la couleur, il cherchera un esthétisme servant l'idéologie nazie.